# ADAC Формула-4
ADAC Формула-4 (нем. ADAC Formel 4), также Немецкая Формула-4 (нем. Deutsche Formel-4-Meisterschaft) — упразднённая, немецкая гоночная серия, существовавшая с 2015 по 2022 годы. Заменила проходившую с 2008 по 2014 года ADAC Формулу-Мастер.

## О серии
Серия организована Всеобщим немецким автомобильным клубом. Болиды чемпионата построены итальянской компанией Tatuus, используются двигатели Абарт объёмом 1.4 литра и мощностью 160 л. с. Минимальный вес болида — 570 кг, максимальная скорость — 210 км/ч.
Гоночный уик-энд чемпионата включает в себя одну тридцатиминутную тренировку, двадцатиминутную квалификацию и три тридцатиминутных гонки.

## Сезоны

### Сезон 2015
В сезоне 2015 года в серии участвовал 51 гонщик, из них классифицировано — 30; большинство пилотов (24) представляло Германию. Сезон состоял из 8 этапов (24 гонки). Чемпионом серии стал немец Марвин Динст, второе место занял Джоэль Эрикссон, третье — Джоуи Моусон. Также в чемпионате выступало два гонщика из России — Роберт Шварцман и Ян Леон Шлом, которые заняли 4-е и 27-е места соответственно.

### Сезон 2016
В сезоне 2016 года число участников серии составило 47 гонщиков, 31 из них был классифицирован. Первое место в личном зачёте занял австралиец Джоуи Моусон, за ним последовало двое немцев (всего которых было 18): серебряным призёром стал Мик Шумахер, бронзовым — Мике Ортманн.

## Результаты
| Сезон | Чемпион               | Победитель соревнования новичков | Команда-чемпион       | Отчёт         |
| ----- | --------------------- | -------------------------------- | --------------------- | ------------- |
| 2015  | Марвин Динст          | Дэвид Бекманн                    | нет                   | Отчёт (англ.) |
| 2016  | Джои Моусон           | Никлас Нильсен                   | Prema Powerteam       | Отчёт (англ.) |
| 2017  | Юри Випс              | Мик Визофер                      | Prema Powerteam       | Отчёт (англ.) |
| 2018  | Лирим Ценделли        | Дэвид Шумахер                    | US Racing–CHRS        | Отчёт (англ.) |
| 2019  | Тео Пуршер            | Роман Станек                     | US Racing–CHRS        | Отчёт         |
| 2020  | Джонни Эдгар          | Тим Трамниц                      | Van Amersfoort Racing | Отчёт         |
| 2021  | Оливер Берман         | Никита Бедрин                    | Van Amersfoort Racing | Отчёт         |
| 2022  | Андреа Кими Антонелли | Рафаэль Камара                   | Prema Powerteam       | Отчёт         |

### Комментарии
1. ↑  Отдельные гоночные этапы серии проходили на трассах других Европейских стран.
2. ↑  21 пилот которые боролись за очки и 12 чьи результаты не шли в зачёт чемпионата
3. ↑  Prema Racing, PHM Racing, Jenzer Motorsport, US Racing, Sauter Engineering + Design и BWR Motorsports